# Aeroportul Lianyungang
Aeroportul Lianyungang (IATA: LYG, ICAO: ZSLG) este un aeroport din Jiangsu, Republica Populară Chineză ce deservește zona Lianyungang⁠(d). Aeroportul a fost tranzitat în 2020 de 965.336 de pasageri. A fost numit după zona deservită.
Aeroportul dispune de o singură pistă.